# Hypatia

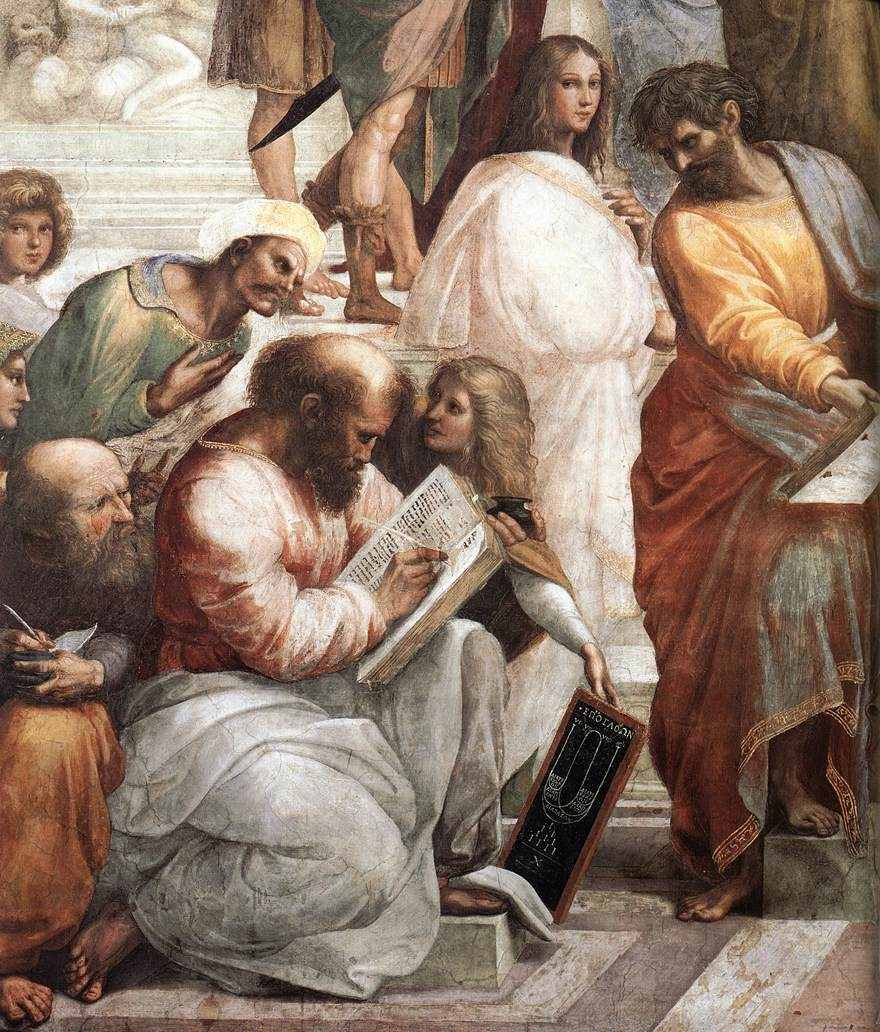
Detail van de school van Athene, Rafaël, 1509

Hypatia (Oudgrieks: Ὑπατία, Alexandrië, ca. 350-370 - aldaar, maart 415) was een Griekse wiskundige, filosofe en astronome.
Ze wordt ook wel de eerste vrouwelijke wiskundige genoemd. Ze leefde in Alexandrië, in Egypte, en doceerde wiskunde en neoplatonische filosofie.
Hypatia werd door de eeuwen heen op verschillende manieren gezien. Voor de klassieke oudheid stierf Hypatia als de kampioen van traditionele religie en filosofie, die het slachtoffer werd van een vijandig gezind, christelijk regime. Tijdens de Verlichting werd ze gezien als de laatste verdediger van de antieke wereld, toen de klassieke rationaliteit werd overheerst door bijgeloof. In de twintigste eeuw werd ze, bij het dagen van een nieuwe tijd, gezien als voorvechtster van de onafhankelijkheid van vrouwen, tegen een patriarchaat dat de sociale rol van vrouwen en hun carrièremogelijkheden beperkte.
Zij werd aan stukken gereten door een menigte christenen, waarschijnlijk Parabolani. Sommigen beweren dat de patriarch Cyrillus van Alexandrië daar de hand in had.
Cyrillus kwam in conflict met de Romeinse gouverneur Orestes, nadat Cyrillus jarenlang tegenstanders onder Alexandrijnse groeperingen probeerde uit te schakelen. Een poging om de gouverneur te intimideren met 'de taal van de straat' door een menigte monniken naar Alexandrië te sturen, was mislukt en bracht de stad op de rand van chaos. Hypatia was al bijna vijfendertig jaar de 'leidende denker' in Alexandrië. Met alleen de waarheid voor ogen en zonder eigenbelang, zonder 'formele autoriteit', waren filosofen het van oudsher gewoon zich alleen met het politieke leven van een stad in te laten, als dit het rechtvaardig regeren ten goede kwam. Met Hypatia aan zijn zij, leek gouverneur Orestes de redelijke partij in dit conflict. Cyrillus' christelijke getrouwen zagen in haar echter een heks, die met haar bezweringen voorkwam dat Orestes en Cyrillus tot een oplossing kwamen. Petrus, een lid van de Alexandrijnse kerk, leidde in maart 415 een menigte aanhangers van Cyrillus door de stad. Zij kwamen Hypatia op het spoor en vermoordden haar op brute wijze. De hele christelijke en niet-christelijke, klassieke wereld reageerde geschokt. Weinig mensen buiten de kring van Petrus en zijn volgelingen begrepen waarom de bende het op Hypatia had gemunt.

## Leven en werk

### Geboorte en opleiding
Hypatia werd rond 355 geboren als dochter van de wiskundige en filosoof Theoon van Alexandrië, die als geleerde aan het Mouseion, aan de Bibliotheek van Alexandrië was verbonden en een eigen school had. Haar vader Theoon leidde haar op in de wiskunde en literatuur. Ze zal ook grammatica en retorica hebben geleerd. De progymnasmata waren oefeningen, die die twee vakken overbrugden. Later breidde ze haar studie verder uit naar filosofie, astronomie en muziek.
De wiskunde en filosofie waren in de Oudheid aan elkaar verbonden. Platonische filosofen onderwezen vaak wiskunde om leerlingen op de studie van Aristoteles en Plato voor te bereiden. Filosofie studenten bestudeerden Aristotels' Organon en Plato's serie dialogen met als doel in de praktijk 'filosofische deugden' te ontwikkelen. Hetzelfde programma werd waarschijnlijk ook bij de studie wiskunde gevolgd. De wiskundige Pappus uit Alexandrië schreef begin vierde eeuw zijn Collectio in acht boeken, onder meer over de rekenkunde, meetkunde, astronomie en mechanica.

### Filosoof en wiskundige
De vierde eeuw was een revolutionaire tijd voor het intellectuele leven van Alexandrië. Wiskundigen en filosofen werkten aan een filosofisch systeem, dat filosofische ideeën over goddelijkheid met theorieën over 'nummers' verenigde, maar al sinds Ptolemaeus debatteerden zij er over of de wiskunde dan wel de filosofie leidde tot het hoogste niveau om de 'waarheid' te begrijpen. Bij de discussies was dan ook vereist dat beide partijen elkaars bronnen kenden. Nicomachus van Gerasa was een wiskundige en Numenius een filosoof uit het einde van de tweede eeuw, die het gesprek moeilijker maakten, door opnieuw belangstelling te wekken voor het Pythagorisme, de leer van Pythagoras, een filosofisch systeem met wiskundige wortels. Plato was volgens Numenius' filosofische geschiedenis een Pythagoreër en waren het Platonisme en de Academie sinds Plato's overlijden van haar Pythagorese principes afgedwaald. Numenius wilde het Platonisme weer naar zijn ware oorsprong terugbrengen.
Nicomachus van Gerasa vond ook dat wiskunde en Platonische filosofie 'inherent complementair' aan elkaar waren, de een kon niet zonder de ander. Hij had bewondering voor Pythagoras en schreef een biografie over hem. Intellectuelen uit de derde en vierde eeuw probeerden de nieuwe belangstelling voor Pythagoras' systeem uit te werken, maar de filosofen in Alexandrië hielden zich afzijdig. Plotinus kwam naar Alexandrië en was zeer teleurgesteld in het onderwijs dat hij er ontving en wendde zich daarom tot de buitenstaander Ammonius Saccas. Ammonius Saccas was een onconventionele filosoof die een wijsgerig stelsel onderwees, dat van Numenius was afgeleid. Aangezien het intellectuele establishment in Alexandrië, vooral de wiskundigen onder hen, niet open stond voor Ammonius Saccas' 'neoplatonisme', begon Plotinus zijn eigen school in Rome. Origenes, een student van Ammonius Saccas, schreef een werk dat door de wiskundige Pappus werd bekritiseerd. Theoon, Hypatia's vader, was een jongere tijdgenoot van Pappus met een eigen school, die eveneens filosofie een plek gaf onder het niveau van wiskunde. Hypatia was uitmuntend in de wiskunde, maar gaf in tegenstelling tot haar vader juist de prioriteit aan de filosofie! Dat maakt haar zo bijzonder in de tijd waarin zij leefde. Ze was op haar dertigste al een formidabele intellectuele kracht in Alexandrië.
Hypatia had meer talent dan haar vader en kon zich verder ontwikkelen dan hij. Ze nam op jonge leeftijd in de jaren 80 van de vierde eeuw zijn plaats aan zijn school in. Haar vader deed vrijwillig een stap terug, maar bleef als een soort professor emeritus aan de school verbonden. Hypatia verzamelde een kring van leerlingen om zich heen, die zij bij haar thuis onderwees. Wellicht ging het hierbij om een soort van filosofisch-literaire salon, zoals die ook in vooral de achttiende en negentiende eeuw bestonden. Haar tijdgenoot, de christelijke historicus Socrates Scholasticus, schetst het volgende portret van haar in zijn Kerkgeschiedenis:
Er was in Alexandrië een vrouw met de naam Hypatia, dochter van de filosoof Theoon, die in de literatuur en wetenschap zo succesvol was, dat zij alle filosofen van haar tijd overtrof. Toegelaten tot de School van Plato en Plotinus hield zij voordrachten over de grondbeginselen van de filosofie. Veel toehoorders kwamen van ver weg om door haar onderwezen te worden. Dankzij haar soevereine optreden en haar elegante verschijning, die zij zich als gevolg van haar geestesbeschaving had aangemeten, verscheen zij vaak in de openbaarheid in tegenwoordigheid van staatslieden. Zij schuwde het ook niet om naar openbare samenkomsten van mannen te gaan. Alle mannen bewonderden haar daarvoor op grond van haar buitengewone waardigheid en deugd des te meer.
Er wordt over haar onderricht meer dan eens vermeld, dat astronomische instrumenten of het gebruik ervan, het onderwerp van haar voordrachten waren. Het kan daarom worden vermoed dat zij op die manier, door visuele experimenten op haar toehoorders indruk maakte. Dit betekent dus dat zij eerder natuurwetenschap bedreef dan klassieke speculatieve filosofie.

### School
De school bood onder Hypatia een meer allesomvattende instructie in de leer van Plato, Aristoteles en andere filosofen aan. Het doel van een filosofische opleiding was in de vierde eeuw een goed georganiseerde ziel te vormen, zodat de filosoof een hechte band met het goddelijke kon krijgen. Het ging er om teksten te begrijpen en het leven te organiseren naar de deugden die ze onderwezen. Een student in Hypatia's school kon zowel wiskunde, astronomie, aristotelische logica als platonische theologie leren. Hierdoor werd het verband tussen wiskunde en filosofie beter begrepen. Het werk van Alexander van Aphrodisias hielp de leerlingen om Aristoteles in het licht van Plato te begrijpen en ze werden bekend gemaakt met pythagorese concepten. Het Leven van Plotinus, rond 300 door diens leerling Porphyrius geschreven, werd gelezen, ter introductie van Plotinus' verzamelde werken, waaronder waarschijnlijk ook de Enneaden.
Alexandrië was op dat moment het meest vooraanstaande centrum van wiskunde en wetenschappelijk onderzoek in het gebied om de Middellandse Zee en Hypatia wist er de balans ten gunste van de filosofie te verleggen. Zij combineerde de gestrengheid van de Alexandrijnse wiskunde met de verfijning van het neoplatonisme van Plotinus en Porphyrius. Ze was zowel de laatste wiskundige in de traditie van Pappus als de eerste neoplatonist, die door het Alexandrijnse, intellectuele establishment werd geaccepteerd. Door de nadruk op contemplatie van het goddelijke, was de school gewild onder christenen, zoals haar leerling Synesius getuigd. Christenen waardeerden het Iamblichaanse neoplatonisme niet, wegens de theürgische, heidense praktijken die er werden toegepast om dichter bij het goddelijke te komen.
Filosofen maakten onderscheid tussen studenten, die kwamen luisteren, akrotai en studenten, die 'discipelen' werden, zēlotai en gezellen in filosofie. De eerste groep kreeg een basistraining en de tweede leerde het meest vooruitstrevende lesmateriaal, dat de leiding kon bieden. Zo was er bij Ammonius Saccas een 'inner circle', waar Plotinus lid van was. De leden hiervan legden de eed af om wat zij leerden nooit met buitenstaanders te delen. De vrees bestond dat onwetende mensen zouden worden geschaad als ze de 'leer van hoog niveau' op hun eigen leven zouden toepassen.
Haar student Synesius suggereert dat ook Hypatia een 'inner circle' met maar een beperkt aantal leden om zich heen had. Hij studeerde onder haar van ongeveer 390 tot kort voor 395 en behoorde zeker tot de kring van toegewijden die de verst ontwikkelde training kreeg, die Hypatia te bieden had. Patriarch Theophilus correspondeerde aan het einde van de vierde eeuw met Hypatia's studenten en leidde zelfs het huwelijk van Synesius. Theophilus wist Synesius ervan te overtuigen bisschop te worden en ging er zelfs mee akkoord dat Synesius trouw kon blijven aan de filosofie, die hij van Hypatia had geleerd. Synesius was er echter niet zeker van dat zijn 'filosofische autonomie' gegarandeerd bleef en schreef zijn broer een brief met de voorwaarden, die hij had gesteld voor hij als bisschop aantrad. Zo dacht hij ervan te zijn verzekerd niet van ketterij te worden beschuldigd, mocht Theophilus later van gedachten veranderen.
Er waren in de tijd van Hypatia meer vrouwelijke filosofen:
- Pandrosion was een tijdgenote van Pappus. Zij woonde in Alexandrië.
- Sosipatra was getrouwd met Eustathius, een leerling van Iamblichus. Zij was adviseur van Eunapius' leraar Chrysanthius, die De levens van de sophisten en filosofen schreef. Twee Chaldeeën hadden Sosipatra ingewijd in religieuze mysteriën. Ze verbond zich na het overlijden van haar echtgenoot aan de school van Aedesius in Pergamon, waar ze een eigen kring in de hogere mysteriën van de filosofie inwijdde.
- Asclepigenia was de dochter van Hypatia's rivaal Plutarchus van de Atheense school.
- De echtgenote van Maximus van Efeze had net als hij haar eigen clientèle. Hij won faam aan het keizerlijke hof van Julianus Apostata. Toen hij onder Valens gevangen werd genomen, dronk zij in zijn plaats de gifbeker.

Deze voorbeelden tonen aan dat Hypatia als vrouw niet de enige was die aan een kleine kring mannen les gaf en als filosoof politieke invloed had.

### Leer
De boekenlijst van haar studenten maakt duidelijk dat de neoplatonisten Plotinus (204-270) en Porphyrius (232/4-305) de basis vormden van Hypatia's onderwijs. Hun leer ging over de volgende vragen:
- hoe verliet de menselijke ziel de immateriële wereld?
- hoe daalde ze neer in de materiële wereld?
- hoe kan ze een weg terug vinden?

Om het proces van vertrek, afdaling en opklimming te verklaren zette Plotinus, die als eerste het neoplatonisme zou hebben vormgegeven, de volgende kosmologie uiteen: uit de 'Ene', een transcendent 'eerste principe', emaneerde het 'Intellect', het volmaakte beeld van de Ene en de hoogste werkelijkheid, waar de menselijke geest toegang toe heeft. Het Intellect is verantwoordelijk voor de organisatie van de materiële wereld. Onder het Intellect staat de 'Ziel', een perfect beeld van het Intellect. De Ziel is verantwoordelijk voor het voortbrengen van de materiële wereld. De Ziel kan als enige met de materie (de stof) omgaan en is een intermediair tussen de stoffelijke en immateriële (geestelijke) wereld. De 'menselijke ziel' is een deel van de Ziel. De menselijke ziel vergeet echter zijn herkomst en leeft in het 'lichaam', dat een voortbrengsel is van de materiële wereld. Door deugden van een hoog niveau te ontwikkelen kan de menselijke ziel geleidelijk terugkeren naar de geestelijke werkelijkheid. Door die deugden kan de materie de menselijke ziel niet schenden en is de menselijke ziel weer in staat de Ene te gedenken. De menselijke ziel kan zich terugtrekken in zijn geestelijke lichaam en opstijgen tot de wereld van het Intellect. Het hoogst haalbare voor de menselijke ziel is de Ene te zien.
In Porphyrius' theologie werd de ene een soort hoogste God, 'Eerste God' en werden Intellect en Ziel 'goden'. Hij wilde met zijn filosofische systeem vooral een soort 'bevrijding' bereiken, waardoor de ziel naar haar goddelijke bron kon terugkeren. Het was een religieuze onderneming, waarbij traditionele, heidense, religieuze praktijken als het 'offer' geen rol speelde, want dat werd als een stoffelijke daad beschouwd, die de ziel slechts afleidde van het 'transcendente filosofische leven'. De stoffelijkheid van het lichaam en haar zorgen dienden te boven worden gekomen, anders werd de ziel via het lichaam gebonden aan de materiële wereld en in de war gebracht. De ziel kon dan niet de 'zuivere contemplatie' bereiken, die naar vereniging met God leidt.
Iamblichus (245-325), een Syrische filosoof en leerling van Porpyhrius, formuleerde zijn eigen 'iamblichaanse neoplatonisme'. Hij benadrukte de praktijk van 'theürgie', een reeks rituelen, die de menselijke ziel zuiverden en een moment de geest deden opstijgen naar de 'hemelse wereld van de zuivere gedachte'. Deze praktijk ging samen met de theorie van 'het heilige boek' de 'Chaldeïsche orakelen', geopenbaard aan Julianus de Theürgist en orphische geschriften. Eind vijfde eeuw was het iamblichaanse neoplatonisme uitgegroeid tot de belangrijkste filosofie in het oostelijke Middellandse Zeegebied. Het zou het byzantijnse Platonisme helpen vormgeven, als wel het Platonisme van de renaissance. Iamblichus' leer werd naar Athene verspreid en Plutarchus vestigde er een school, die een concurrent werd van Hypatia's school in Alexandrië. Er kwamen ook iamblichaanse neoplatoonse leraren naar de Egyptische stad, waar ze te maken kregen met de nieuwe wetten tegen openbare heidense offers en rituelen. Dit leidde tot de ramp van 392 op de heuvel van het Serapeum.

### Aanzien
Er wordt vaak gewag gemaakt van het feit dat Hypatia voortreffelijke relaties onderhield met de leidende politici van Alexandrië, in het bijzonder met de Romeinse prefect Orestes, wat haar uiteindelijk noodlottig werd. Haar aanzien in Alexandrië zou zo groot geweest zijn, dat voor haar de leerstoel voor platonische filosofie ingeruimd werd.
Haar unieke roem — hooguit vergelijkbaar met het aanzien van de dichteressen Sappho, Korinna en Aspasia — getuigen de volgende verzen van Palladas (vertaling):
Mag ik je zien, horen, huldig ik op mijn knieën,
het sterrenhuis voor ogen, waar de jonkvrouw woont.
Want naar de hemel wijst jouw handelen en de kunst
waarmee jij spreekt, verheven Hypatia,
jij stralend sterrenbeeld van geestrijke wetenschap!

### Theophilus en de verwoesting van het Serapeum
In de jaren negentig van de 4e eeuw leek Hypatia's school een beetje gedateerd door het opgekomen, populaire iamblichaanse neoplatonisme, zowel in Athene als Alexandrië. In het midden van de jaren tachtig was als eerste de iamblichaanse leraar Antoninus in Alexandrië verschenen, maar hij stierf vóór 392. Andere iamblichanen stichtten scholen. De beroemdste onder hen was Olympus uit Klein Azië, wiens klaslokalen gelegen waren op het terrein van het Serapeum. Hij gaf een modernere interpretatie van Plato en legde de nadruk op heidense rituelen.
Naast deze rivaliteit met een ander soort neoplatonisme kwam de opkomst van een militante anti-heidense beweging, die werd uitgedrukt in anti-heidense keizerlijke wetgeving en agressieve acties tegen heidenen.
De heidense keizer Julianus Apostata was in 363 gestorven en sommige van zijn Iamblichaanse adviseurs werden gearresteerd. Toch duurde de 'kleine vrede van de tempels', begonnen met Julianus' troonsbestijging, tot midden jaren tachtig voort. Veel traditionele, religieuze praktijken werden getolereerd. Het was de tijd geweest waarin Hypatia haar talenten en filosofie kon ontwikkelen. Midden jaren tachtig veranderde het 'religieuze klimaat'. De verandering begon met een wet in 381 van de Oost-Romeinse keizer Theodosius I, waarin stond dat nachtelijke offers en naar tempels gaan om te offeren verboden was. In 382 mochten in het Oosten aanbidders de tempels niet meer binnen en in het Westen trok keizer Gratianus de financiële steun voor de Romeinse, traditionele religie in. In de laatste tachtiger jaren werden de aanvallen meer fysiek: Monniken en bisschoppen, die samen reisden met de pretoriaanse prefect Cynegius, vernietigden tempels in Mesopotamië en Syria en plunderden tussen 386 en 388 schrijnen in Egypte. Het begon heidenen te dagen dat het voortbestaan van het openbaar belijden van hun geloof wezenlijk bedreigd werd. Ze vreesden dat ze ook privé een verbod zouden krijgen opgelegd.
Door de twisten onderling over de interpretatie van het Concilie van Nicea (325) waren Alexandrijnse bisschoppen niet opgetrokken tegen de traditionele religie in de stad. Dat veranderde toen Theophilus in 385 als 'niceense' patriarch aantrad. Theophilus stond op goede voet met de eveneens niceens christelijke, jonge keizer. Hij kon zich niet profileren door zich, als zijn voorgangers, af te zetten tegen het keizerlijke hof, en koos er daarom voor, nog harder dan de keizer, tegen de traditionele religie op te treden. Toen er protest van de heidenen in Alexandrië kwam tegen de verboden en beperkingen die hen door de wetten werden opgelegd, in 391 kwamen er zelfs zware straffen voor de ambtenaren, die niet voldoende op de naleving van de wetten toezagen, verhoogde Theophilus de spanning. Hij had de keizer toestemming gevraagd een keizerlijke basilica te renoveren en was tussen de fundamenten op een oude, ondergrondse schrijn gestuit met objecten van de heidense cultus. Hij zag dit als een kans de traditionele religie in een parade in het openbaar te bespotten. Aangezien Hypatia's leer geen rituelen of tempelbezoek vereisten, waren de nieuwe wetten aan haar adres voorbijgegaan, maar voor de aanhangers van Iamblichus lag dat anders. Zij konden hun geloof niet meer naar behoren praktiseren en weigerden de beperkingen te aanvaarden. De spot van Theophilus verergerde de situatie. Volgens christelijke bronnen begon de heidense massa 'zich gewelddadig te gedragen en hun woede in het openbaar te luchten. Ze gebruikten wapens in de straten, zodat er twee partijen in een open oorlog verkeerden'. Olympus nam de leiding over de heidense partij en trok zich terug op de heuvel van het Serapeum, de 'Akropolis van Alexandria'. De heuvel kon niet door de bestuurders van Alexandria worden ingenomen en vroegen keizer Theodosius om raad. De heidense opstandelingen zouden amnestie krijgen als ze zich van de heuvel terugtrokken en (volgens dezelfde christelijke bron) zou het klaar zijn met de heidense gebruiken in de stad, zodat de reden voor het conflict zou zijn opgelost. Omdat ze het toch niet zouden hebben kunnen uithouden tegen een militaire belegering, dropen de bezetters van het Serapeum af. Toen kwam een christelijke meute het tempelcomplex binnen, plunderde er de schatkist en trokken het tien meter hoge beeld van Serapis , van goud en ivoor, omver. Veel heidense leraren ontvluchtten de stad. Van Olympus wordt in bronnen niets meer vernomen. Helladius en Ammonius vluchtten naar Constantinopel, waar ze beide les gaven aan Socrates Scholasticus. In de herfst van 393 verbood Theososius zowel openbare als offers thuis. Theophilus gebruikte de geroofde schat van het Serapeum om een rijk versierde schrijn op te richten voor de overblijfselen van Johannes de Doper en de profeet Elisa op het terrein van de verwoeste, Alexandrijnse tempel. Hij maakte van de Alexandrijnse Tychaion een wijnwinkel en alle afbeeldingen van Serapis werden in de hele stad van de muren verwijderd. Hypatia had van de iamblichaanse rivaal niets meer te duchten. Ze zette zich als vanouds in voor de goede organisatie van mensenlevens en van de stad.

### Cyrillus en Orestes
Patriarch Theophilus stierf in 412, maar had zijn neef Cyrillus klaar gestoomd om hem op te volgen. Theophilus was echter ziek geworden voordat hij genoeg steun had kunnen vinden om de machtsoverdracht soepel te laten verlopen. Timotheüs, een aartsdiaken van de Alexandrijnse kerk, nam het tegen Cyrillus op en na Theophilus' overlijden begonnen hun supporters onderling op straat te vechten. De strijd woedde drie dagen tot Abundantius, de militaire bevelhebber van de keizerlijke troepen, koos voor de kant van Cyrillus. De novatiaans christelijke leiders in Alexandrië hadden tijdens de twist om het patriachaat steun betuigd aan Timotheüs. Toen hij de macht in handen had, strafte Cyrillus de novatianen: hun kerken werden gesloten, kerkspullen ingenomen en hun bisschop Theopemptus verloor al zijn bezit.
Nieuw geweld volgde in 414. Een dansshow, luid en publiekelijk toegejuicht door de christelijke leider en Cyrillus-aanhanger Hierax, was door gouverneur Orestes door een wet aan banden gelegd. De volgende zaterdag vermoedde het overwegend joodse publiek, dat in het theater aanwezig was, dat Cyrillus Hierax had gestuurd om een rel te veroorzaken. Orestes deelde hun verdenking en arresteerde Hierax en liet hem in het theater martelen! Cyrillus riep daarop joodse leiders, die hij misschien ook van steun aan Timotheüs verdacht, op een vergadering bijeen en waarschuwde hen geen aanvallen meer op christenen te ondernemen. Dit betekende dat ze geen klachten meer mochten uiten over Hierax of andere volgelingen van Cyrillus. De jonge bisschop leek te bluffen en de joodse gemeenschap reageerde verontwaardigd en gewelddadig. Sommige bronnen vertellen van brandstichting in de christelijke hoofdkerk en moord op christenen, zeker is dat er joden opstonden tegen christenen. De volgende morgen liet Cyrillus synagogen innemen, het bezit van verdachten stelen en hen de stad uit jagen. Zeker niet alle joden werden verdreven, want zij maakten op zeker moment twintig procent van de stadsbevolking uit. Orestes stuurde bericht naar de kindkeizer Theodosius II, omdat hij als gouverneur grip op de stad begon te verliezen. Orestes werd gemaand tot een verzoening met Cyrillus te komen, maar hij weigerde Cyrillus' verzoek om te onderhandelen.
Orestes en Cyrillus stonden nu persoonlijk tegenover elkaar. Cyrillus kwam met het Evangelie in de hand naar Orestes om respect voor de christelijke religie af te dwingen en te laten zien dat zijn autoriteit als christelijke leider de tijdelijke macht van Orestes te boven ging. Orestes, gedoopt door Atticus, de patriarch van Constantinopel, die in tegenstelling tot Cyrillus bevriend was met novatianen, wilde zich niet ondergeschikt tonen aan de patriarch van Alexandrië. Toen riep Cyrillus 500 monniken op uit de woestijnkloosters van Nitria, toegewijde volgelingen van de bisschop, die Orestes' wagen omsingelden en hem, een gedoopte christen, uitmaakten voor heiden. Het was de bedoeling de gouverneur zo schrik aan te jagen en terug aan de onderhandelingstafel te dwingen. De monnik Ammonius gooide een steen tegen Orestes' hoofd, waarop zijn lijfwachten in paniek wegrenden, omdat ze dachten dat dit een geplande aanslag was. Orestes had zijn redding te danken aan de Alexandrijnse menigte, die hem in veiligheid bracht. Ammonius werd door Orestes gearresteerd en stierf als gevolg van martelingen. Cyrillus, die waarschijnlijk geen fysieke aanval op de gouverneur gewenst had, koos er voor om voor zijn monniken op te komen en stuurde de keizer zijn visie van wat er gebeurd was. Ammonius was volgens hem als martelaar voor zijn geloof gestorven en kreeg van hem een nieuwe naam: Thaumasius. Cyrillus begreep zelf ook dat dit niet geloofd werd en noemde hem slechts in een eerste kerkdienst en daarna niet meer.
Orestes zocht naar een manier om de rust in de stad te herstellen en zocht naar raadgevers en leden van de stedelijke elite om hem daarbij te adviseren. Orestes wendde zich tot Hypatia om deze coalitie te formeren. Zij kon als neutrale scheidsrechter optreden en, volgens de oude Griekse traditie, als wijze filosoof de publieke zaak dienen. Zij had geen rol gespeeld in de machtsstrijd tussen Timotheüs en Cyrillus en had geen conflict met Cyrillus. Zij had altijd gestaan voor een heidens-christelijke samenwerking en samenleving. Toen de vergaderingen begonnen, gingen Orestes en andere christelijke leiders niet meer naar kerkdiensten van Cyrillus. Volgens Damascius was Cyrillus jaloers op de menigte, die zich voor Hypatia's huis verdrong en de invloed die ze in de stad leek te hebben. De aanhangers van Cyrillus vreesden dat er tegen Cyrillus een complot werd gesmeed en begonnen geruchten te verspreiden dat Hypatia de gouverneur zou hebben behekst met 'pythagorese muziek, astrolaben en magie'. De volgelingen konden noch de monniken de schuld geven, noch Orestes, want dat zou landverraad betekenen. Daarom kreeg Hypatia er als enige de schuld van dat de situatie in de stad was verslechterd.

### Moord op Hypatia

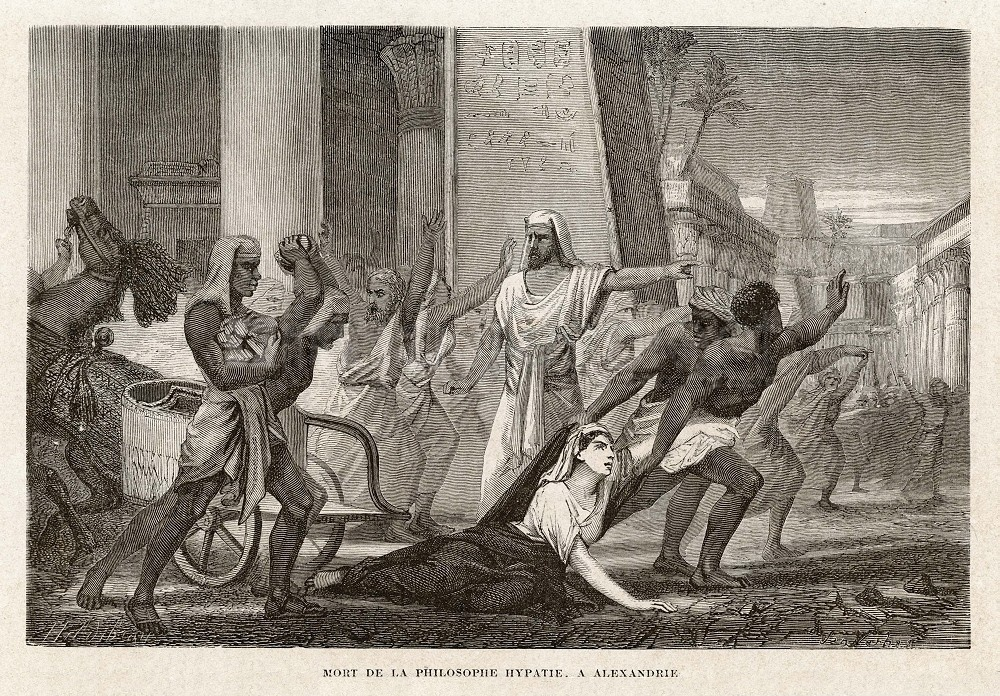
Dood van de filosofe Hypatia

Hypatia is in de moderne tijd voornamelijk in herinnering gebleven vanwege de gruwelijke manier waarop zij werd vermoord. In maart van het jaar 415 werd zij door een door christelijke ijveraars opgejutte menigte op beestachtige wijze vermoord. Op de details van de moord en de achtergronden daarvan bestaan verschillende visies. Socrates Scholasticus schrijft in het vervolg van het bovenstaande citaat het volgende:
Maar ze werd zelfs slachtoffer van de politieke jaloezie, die in die tijd heerste. Want omdat ze dikwijls met Orestes gesprekken voerde, verspreidde zich onder de christelijke bevolking de laster, dat zij het was waardoor Orestes zich niet weer met de bisschop [dat wil zeggen Cyrillus van Alexandrië] zou verzoenen. Daarom wachtten enkelen, die door een wilde en schijnheilige eerzucht gedreven werden, wier aanvoerder een voorganger onder de naam Petros was, haar op haar thuisweg op, trokken haar uit de koets, brachten haar in de kerk met de naam Caesarion, waar zij naakt uitgekleed en dan met bakstenen doodgeslagen werd. Nadat ze haar lichaam in stukken uiteen getrokken hadden, brachten ze haar verminkte ledematen naar een plaats met de naam Kinaron en verbrandden ze daar. Deze affaire bracht een niet geringe smet, niet alleen op Cyrillus maar op de hele Alexandrijnse kerk. En met zekerheid kan niks verder van de geest van het christendom verwijderd zijn dan zulk een slachting, gewelddaden en mishandelingen toe te laten! Dit gebeurde in maart, tijdens de vastentijd, in het vierde jaar van Cyrillus' episcopaat, onder het tiende consulaat van Honorius en het zesde van Theodosius [dat wil zeggen 415 n.Chr.].
De maand maart kon een moeilijke tijd zijn voor een bepaalde groep werkers in de stad, die van het platteland kwam. Het zeilseizoen was nog niet begonnen en zij kregen van de stad geen graan en waren, zonder werk, afhankelijk van de liefdadigheid van de bisschop. De parabolani, werkers in het ziekenhuis, waren ook direct afhankelijk van de bisschop voor hun onderhoud. Voor Peter, die voorlezer of presbyter was, was het dan ook een koud kunstje onder deze groepen mensen te rekruteren, die met hem meegingen op zoek naar Hypatia. De meute rukte haar haar kleding af en trokken haar lichaam in stukken met gebroken dakpannen. Volgens Damascius sneden ze zelfs haar ogen uit. De brute moord was een oude traditie, waarbij ten minste vanaf de derde eeuw v. Chr. de gemeenste misdadigers door de stad werden gesleept en voorbij de stadsgrens verbrand om de stad symbolisch te zuiveren. Het laatste voorbeeld was in 392 het cultusbeeld van Serapis geweest, dat in stukken door de stad was getrokken en daarna verbrand. Niemand anders dan de moordenaars deelde het geloof dat de stad op deze manier gezuiverd was. Voor de wijde wereld was Hypatia geen misdadiger of een religieus symbool als het beeld van Serapis. Ze was tientallen jaren lang de belichaming van het oude ideaal van de filosoof en de moord op haar werd gezien als een aanval op de laat antieke wereld zelf.
De koptische bisschop Johannes van Nikiu, een schrijver uit de 7e eeuw, beschrijft de moord op Hypatia in zijn Wereldkroniek op de volgende wijze, waar hij zich duidelijk op Socrates baseert, maar tot een volledig tegenovergestelde conclusie komt:
En een aantal gelovigen verhief zich onder leiderschap van de raadsheer Peter — deze Peter was een volledig rechtzinnig aanhanger Jezus Christus — en zij trokken eropuit, om de heiden te zoeken, die het volk en de prefect met haar hekserij betoverd had. En toen ze erachter kwamen waar zij was, drongen zij zich voor haar en vonden haar in een draagstoel zittend; en ze dwongen haar uit te stappen en sleepten haar mee en brachten haar naar de grote kerk van Caesarion. Het was vastentijd. Ze scheurden haar de kleren van het lijf en sleepten haar door de straten, totdat ze dood was. Toen brachten ze haar naar een plaats, die Cinaron heette, en verbrandden haar lichaam met vuur. En het hele volk verzamelde zich om de patriarch Cyrillus en noemden hem de nieuwe Theophilus, omdat hij de laatste resten van de afgodenverering in de stad vernietigd had.

### Politieke en religieuze omstandigheden bij de moord
Wat de oorzaak van de volkswoede was en door wie ze aangewakkerd werd, is niet helemaal verklaard. De overwegende mening is dat aan de strak geënsceneerde heidenvervolging van Hypatia een sluimerend conflict tussen de gouverneur van de stad Orestes en de later heilig verklaarde bisschop Cyrillus van Alexandrië ten grondslag lag. Orestes was ambtelijk bestuurder van Alexandrië aangesteld door het keizerlijk hof van Constantinopel. De byzantijnse bestuurders werden echter steeds meer als onderdrukkers van Egypte gezien en ook groeiden de theologische geschillen tussen de patriarchaten van Constantinopel en Alexandrie steeds verder uiteen. Hypatia, die goede relaties met Orestes had, was voor vele Alexandrijnen, met als prominentste Cyrillus, dan ook een 'verraadster' die heulde met de vijand. Hypatia leefde ook in een tijd van hevige machtsstrijd tussen gematigde heidenen en christenen in Alexandrië aan de ene kant en fanatieke fundamentalistische christenen aan de andere, die de eenduidige vernietiging van het heidendom eisten. In 391 n.Chr. had de patriarch Theophilus van Alexandrië de vernietiging van alle heidense tempels verordonneerd, zoals een decreet van keizer Theodosius I verlangde. Mogelijkerwijs is bij deze vernietigingsactie ook het Mouseion als tempel van de Muzen geslachtofferd. Dit lot overkwam in ieder geval het Serapion — tempel en filiaal van de grote bibliotheek.
Een indruk van de politieke en religieuze onlusten van die tijd biedt een brief, die Hypatia's meest prominente leerling en bewonderaar, de latere bisschop Synesius van Cyrene, aan haar geschreven heeft. In een van de brieven (nr. 154) beklaagt hij zich over de christelijke ijveraars: Hun filosofie bestaat uit de simpele formule steeds god als getuige aan te roepen, zoals Plato deed, wanneer ze iets beweren of bestrijden. Elke schim zou deze lieden overtreffen, als hij zich over iets zou uitlaten. Maar hun aanmatiging is enorm. In deze brief deelt hij bovendien aan Hypatia mee, dat deze mensen hem aangeklaagd hebben, omdat hij niet-toegestane kopieën van boeken in zijn bibliotheek zou verbergen. Blijkbaar werden in die tijd de bestanden van de bibliotheek bewerkt om ze in overeenstemming met het christelijke dogma te brengen.
Er wordt verondersteld dat de Parabolani een aandeel hebben gehad in de moord op Hypatia.

### Na de moord
Orestes lijkt zijn tweejarige termijn als gouverneur van Alexandrië te hebben uitgezeten en over hem is verder niets bekend. Alle partijen vreesden verdere escalatie en hielden zich daarom rustig. Cyrillus bleef tot 444 bisschop en de stad bleef gedurende die tijd gevrijwaard van grote rellen. Maar in het rijk was het, door Cyrillus' strijd met bisschop Nestorius van Constantinopel, verre van vredig.
Behalve Damascius beweerde geen enkele bron dat Cyrillus bevel tot de moord zou hebben gegeven, maar ze waren er het allenmaal over eens dat hij wel verantwoordelijk was voor het scheppen van het klimaat dat tot de moord leidde. De moord bezorgde Cyrillus en de Alexandrijnse kerk een slechte naam. Er werd met afschuw op het zinloze geweld gereageerd. De adviseurs van Theodosius II begonnen een onderzoek naar de moord. De parabalani, de betaalde werkers van Cyrillus, werden onder de controle van de prefect gebracht. Cyrillus zou verdere straf zijn ontlopen door een van Thedosius' ambtenaren enorme steekpenningen te betalen. Doordat Hypatia door christelijke fanaten was omgebracht en de staat verzuimde een zware straf op te leggen aan wie verantwoordelijk was voor de moord, kregen heidense filosofen wantrouwen voor christelijke instituties. Bisschoppen werden gezien als de 'tegenpartij', de kerkelijke geestelijkheid als gevaarlijk, jaloers en onfilosofisch.
Het plotinische-porphyrische Platonisme werd voortgezet zonder Hypatia, maar kon niet tegen de invloed van de Atheense school op. Proclus verliet dan ook Alexandrië om in Athene te gaan studeren. Atheense filosofen als Hierocles, Hermeias, Ammonius, Asclepiodotus en Isidore gingen in Alexandrië onderwijzen. Pas na de sluiting van de Atheense school in 529 door Justinianus I werd Alexandrië weer het belangrijkste centrum van het neoplatonisme.
Na 415 was het voor filosofen en hun leerlingen gedaan met de ideeën over samenwerking met christelijke autoriteiten en gingen verhalen over het weerstaan van christelijke vervolgingen. Hypatia werd een 'heidense martelaar voor de filosofie'.

### Werken
Aan Hypatia worden verschillende schriftelijke werken toegeschreven, daaronder commentaren op Arithmetika van Diophantus en de Konica (kegelsneden) van Apollonius. Ook schreef zij commentaren op het werk Almagest van de wiskundige en astronoom Claudius Ptolemaeus. Er bestaan geen originele handschriften van Hypatia meer; hedendaagse kennis over haar persoon komt van geschriften van anderen uit haar tijd.

## In legende, literatuur en beeldende kunst

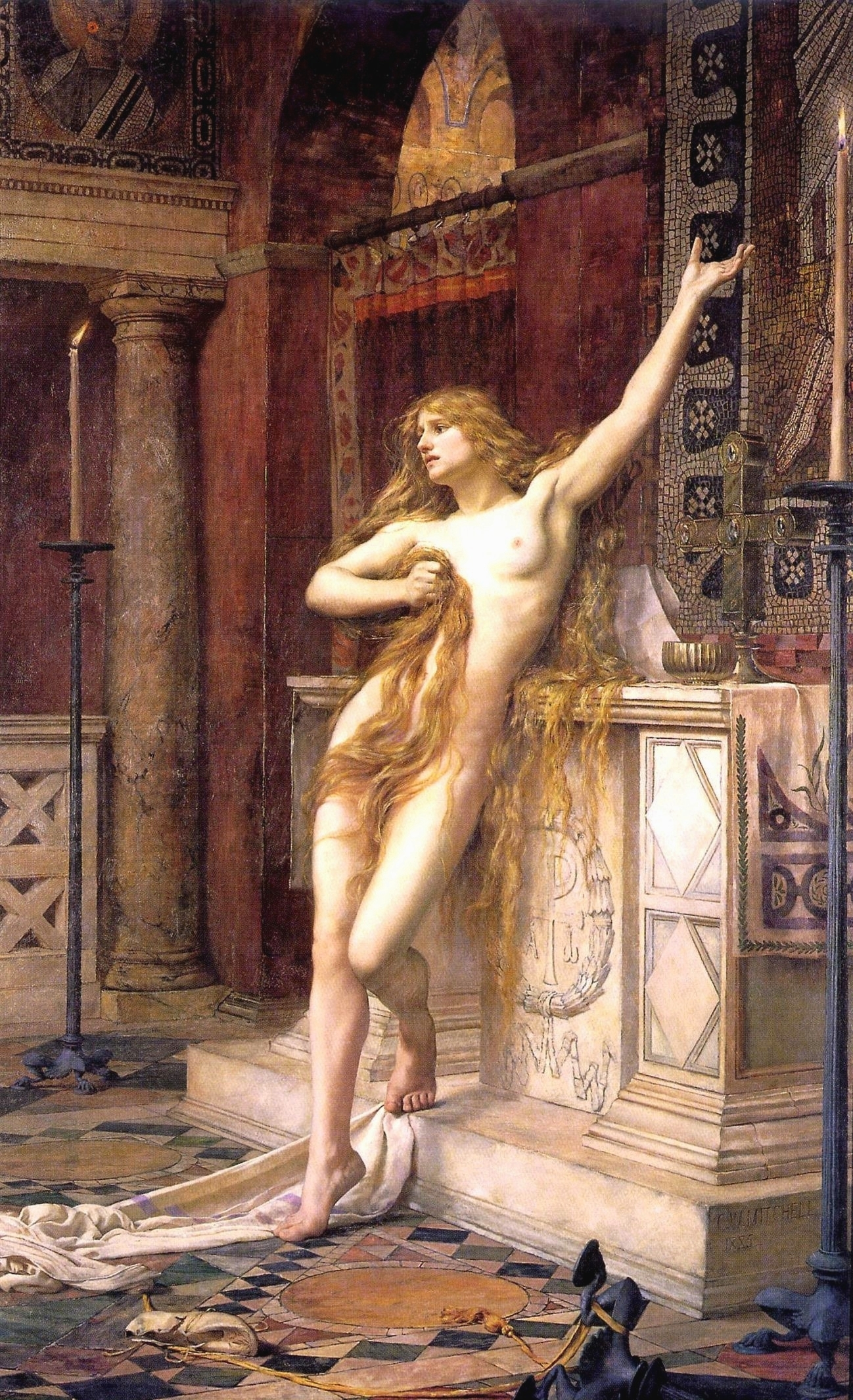
Hypatia, Charles William Mitchell, 1885

Het historische martelaarschap van Hypatia vertoont opvallende overeenkomsten met de heilige Catharina van Alexandrië. Mogelijkerwijs is de legende van de heilige Catharina een latere herschrijving van de werkelijke gebeurtenissen, maar nu in het voordeel van de christelijke cultuur. Zij stond echter voor een heel andere benadering van de mensheid en het universum. Van de H. Catharina is ook geweten dat zij verbonden was aan de beroemde bibliotheek van Alexandria in Egypte, die nadien werd vernietigd. En dat ze er teksten vertaalde en interpreteerde. Het Serapeum dat hieraan verbonden was, werd in het jaar 392 door monniken onder leiding van patriarch Theophilus van Alexandrië op basis van een edict van keizer Theodosius I geplunderd en vernietigd. De boeken werden in een opzettelijke boekverbranding vernietigd.
John Toland (1670-1722), een Ierse filosoof en vrijdenker was de eerste die in een moderne, Europese taal een verhandeling schreef, die Hypatia tot onderwerp had: Tetradymus. Hierin liet hij haar deugd contrasteren met het slechte, christelijke leiderschap van Alexandrië. Volgens Toland droeg Cyrillus de schuld voor de moord op Hypatia en de 'vloed aan onwetendheid, bijgeloof en tirannie', die het begin waren van 'vervolgingen...om alle pogingen tot herstel van Deugd en Kennis te onderdrukken.'
Daar reageerden in 1721 Thomas Lewis op met het pamflet The History of Hypatia, a Most Impudent School-Mistress of Alexandria en een anonieme 'M.G.' in 1728 met een Dissertation sur Hypacie. Hierin wordt opgekomen voor de 'heilige' Cyrillus en Toland tot ketter verklaard. Peter of de meute christenen zouden verantwoordelijk zijn voor de moord, maar niet bisschop Cyrillus.
Voltaire en Edward Gibbon gaven Cyrillus de schuld voor de moord en gebruikten de gebeurtenis om de Katholieke kerk te hekelen.
Diodata Saluzzo Roero schreef in 1827 het gedicht Ipazia ovvero delle filosofie.
De dominee en professor Charles Kingsley schreef in de 19e eeuw de roman Hypatia: Or, New Foes with an old Face, wat een groot succes werd. De roman werd voor het toneel bewerkt in 1859, Philadelphia, en opnieuw in 1893, Londen.
Charles William Mitchell schilderde in 1885 een naakte Hypatia voor een kerkaltaar. Julia Margaret Cameron maakte in 1867 een foto van het model Marie Spartali als de jonge Hypatia.
In de 20e eeuw schreef Mario Luzi Ipazia en Arnulf Zitelmann de Duitse roman Hypatia.
De film Ágora van Alejandro Amenábar uit 2009 gaat over Hypatia. Rachel Weisz speelde daarin de rol van Hypatia.
Hypatia speelt in het vierde seizoen van de komedieserie The Good Place een kleine rol als bewoner van het hiernamaals, gespeeld door Lisa Kudrow.